# Barrio Cerro de las Rosas (Córdoba)
El barrio Cerro de las Rosas es un barrio de la ciudad de Córdoba, en Argentina. Se ubica en la zona noroeste.
Sus límites oficiales son al sur con la calle Mariano Larra (excepto un sector a la altura de la calle Donaciano del Campillo, el cual se extiende algunas manzanas al sur de la calle Mariano Larra. Esto debido a que el loteo original del Cerro fue hecho en tres etapas, la primera correspondiendo a un sector entre Sagrada Familia y aproximadamente Victorino Rodríguez, la segunda desde esta última hasta Hugo Wast y la tercera corresponde a un conjunto de manzanas ubicadas al sur de la calle Mariano Larra) y Av. Fernando Fader, al norte con Avenida Rafael Núñez, al oeste parte sobre calle Roque Funes y otro sector sobre el Río Suquía y al este con la Avenida Sagrada Familia.
Se conoce como zona Cerro a los barrios aledaños que se ubican en el sector derecho de la Av. Rafael Núñez. Quedando este subdividido en Cerro Norte, Cerro Chico y Quebrada de Las Rosas. Los límites oficiales de esta zona son: al sur con la Av. Rafael Núñez, al norte con la Av. Lino Spilimbergo, al oeste con la Av. La Cordillera (intersección con rotonda de la Mujer Urbana) y al este con la calle Emilio Petorutti.
Dado el alto desarrollo socio/económico de la zona, allí predomina la clase media/alta y alta de la provincia.

## El área

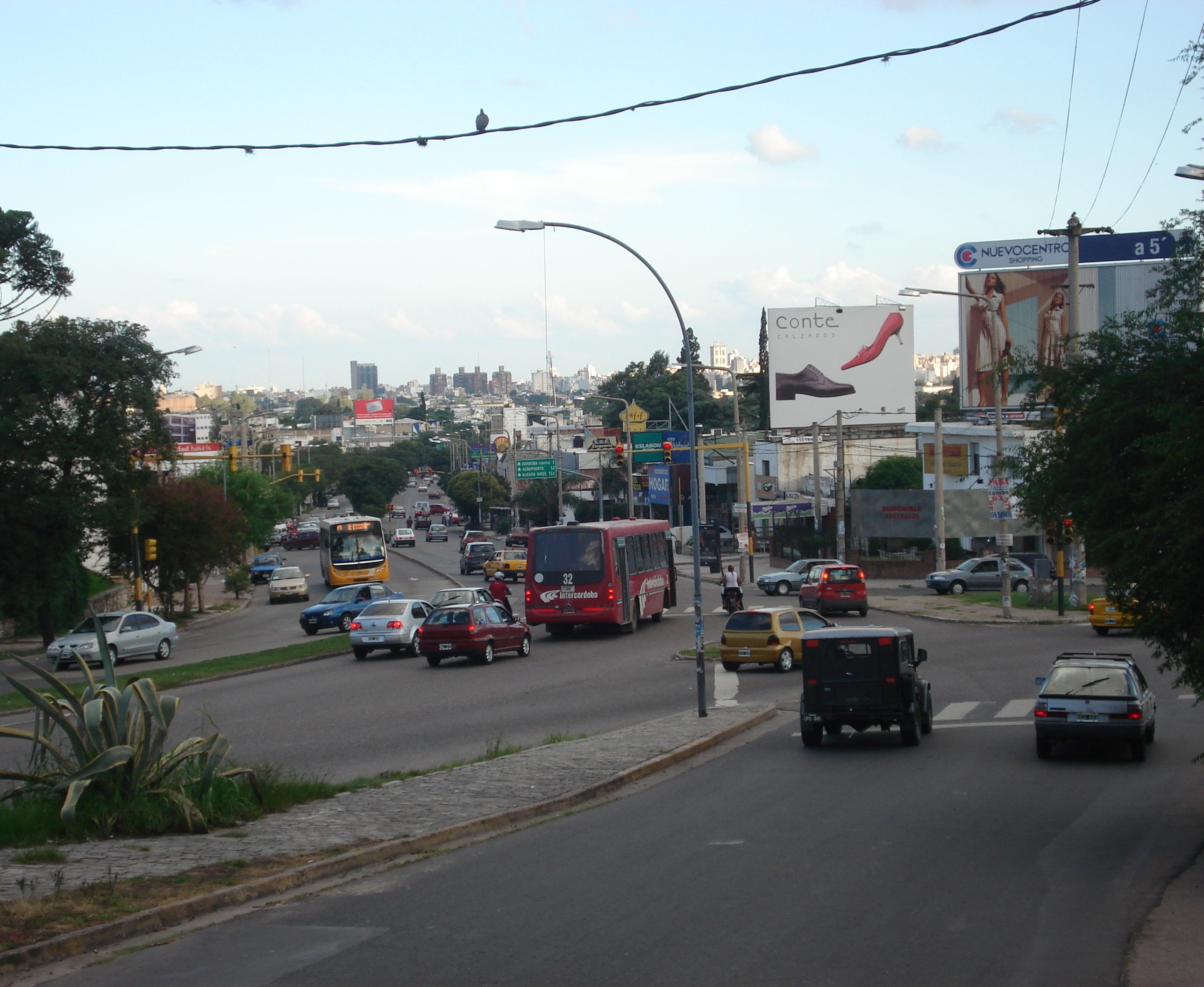
Av. Rafael Núñez que conecta a las Sierras Chicas.

Es una zona residencial de los estratos socioeconómicos altos. Cuenta con uno de los canales de televisión más importantes de la ciudad: Canal 12. También cuenta con dos parques llamados Parque de las Naciones y Parque Autóctono, el segundo de los parques mencionados es una de las primeras reservas naturales urbanas existentes en Argentina y en la parte más llana de su predio se libró en 1829 la batalla de La Tablada entre el federal Juan Bautista Bustos y el unitario José María Paz quien allí tiene una estatua ecuestre. Los terrenos del barrio Cerro de las Rosas son de alto valor y tiene un importante área comercial que cuenta sobre todo con restaurantes, bares y locales bailables, entre otros.
Se ubica sobre una empinada colina (de allí parte de su topónimo) por lo que desde los sectores altos del barrio se puede tener una vista panorámica de la ciudad de Córdoba.

## Transporte
Las líneas de colectivos que unen el barrio y alrededores con otros sectores de la ciudad son:
De la empresa Coniferal, circulan en su gran mayoría por Avenida Rafael Núñez. Pertenecen al corredor 1.
La empresa Grupo ERSA, presta el servicio de la línea D80 y Autobuses Santa Fe las líneas 600 y 601.
También circulan colectivos interurbanos de las líneas Sarmiento, FonoBus, InterCórdoba, Ciudad de Córdoba, ya que la avenida Núñez une la ciudad con el área de las Sierras Chicas del Gran Córdoba.
| Corredor   | Líneas                                  |
| ---------- | --------------------------------------- |
| Corredor 1 | - 10 - 11 - 12 - 13 - 14 - 15 - 17 - 18 |
|            | - 600 - 601                             |

- Datos: Q5720317